# Uthai (huyện)
Uthai (tiếng Thái: อุทัย) là một huyện (‘‘amphoe’’) ở phía đông tỉnh Ayutthaya, ở Thái Lan.

## Lịch sử
Trước đây, huyện này có tên là Uthai Yai nhưng đã được đổi tên thành Uthai năm 1916.
Trước khi vương quốc Ayutthaya bị Miến Điện chiếm năm 1767, Phraya Wachira Prakan (sau này là vua Taksin) đã lãnh đạo đội quân nhỏ của ông đánh quân Miến Điện về phía đông. Ông đã đánh dạt quân Miến Điện và đến khu vực này vào buổi sáng, do đó ông đặt tên là Uthai, có nghĩa là mặt trời mọc.

## Địa lý
Các huyện giáp ranh (từ phía bắc theo chiều kim đồng hồ) là: Nakhon Luang và Phachi của tỉnh Ayutthaya, Nong Khae của tỉnh Saraburi, Wang Noi, Bang Pa-in và Phra Nakhon Si Ayutthaya của tỉnh Ayutthaya.